# Gates McFadden
Cheryl Gates McFadden, född 2 mars 1949 i Akron i Ohio, är en amerikansk skådespelare och koreograf. Hon är mest känd för sin roll som chefsläkaren Beverly Crusher i TV- och biograffilmsserien Star Trek: The Next Generation. Hon är utbildad dansare.

## Filmografi (urval)
- 2002 – Star Trek: Nemesis
- 1998 – Star Trek: Insurrection
- 1996 – Star Trek: First Contact
- 1994 – Star Trek: Generations
- 1987-1994 - Star Trek: The Next Generation (TV-serie)
- 1990 – Jakten på Röd Oktober